# Rebbe
Rebbe (in ebraico רבי‎?; pron. IPA:[ˈrɛbə]) significa "maestro", "insegnante", "mentore" ed è una parola yiddish derivata dalla corrispondente in ebraico rav, rabbino.
Mentre Rebbe è un titolo assegnato a molti leader ebraici, 'Rebbe' o 'Rebbi' quando citato nel Talmud si riferisce al redattore della Mishna, Rabbi Yehuda HaNasi. 
Nella parlata comune, il termine "Il Rebbe" è spesso usato dai chassidim per far riferimento ad un capo del movimento chassidico, per esempio, i chassidim Chabad-Lubavitch si riferiscono al loro Rebbe, Rabbi Menachem Mendel Schneerson.